# Nina Skeime
Nina Skeime (21 de mayo de 1962) es una deportista noruega que compitió en esquí de fondo. Ganó dos medallas en el Campeonato Mundial de Esquí Nórdico, plata en 1987 y bronce en 1989.

## Palmarés internacional
| Campeonato Mundial | Campeonato Mundial | Campeonato Mundial | Campeonato Mundial |
| Año                | Lugar              | Medalla            | Prueba             |
| ------------------ | ------------------ | ------------------ | ------------------ |
| 1987               | Oberstdorf (RFA)   | Medalla de plata   | Relevo 4 × 5 km    |
| 1989               | Lahti (Finlandia)  | Medalla de bronce  | Relevo 4 × 5 km    |